# Chichli
Chichli é uma vila no distrito de Narsimhapur, no estado indiano de Madhya Pradesh.

## Geografia
Chichli está localizada a 22° 50′ N, 78° 49′ L. Tem uma altitude média de 349 metros (1145 pés).

## Demografia
Segundo o censo de 2001, Chichli tinha uma população de 9250 habitantes. Os indivíduos do sexo masculino constituem 53% da população e os do sexo feminino 47%. Chichli tem uma taxa de literacia de 66%, superior à média nacional de 59,5%; a literacia no sexo masculino é de 71% e no sexo feminino é de 59%. 15% da população está abaixo dos 6 anos de idade.